# Europa (ö)

Karta som visar Europaöns läge

Frankrikes flagga

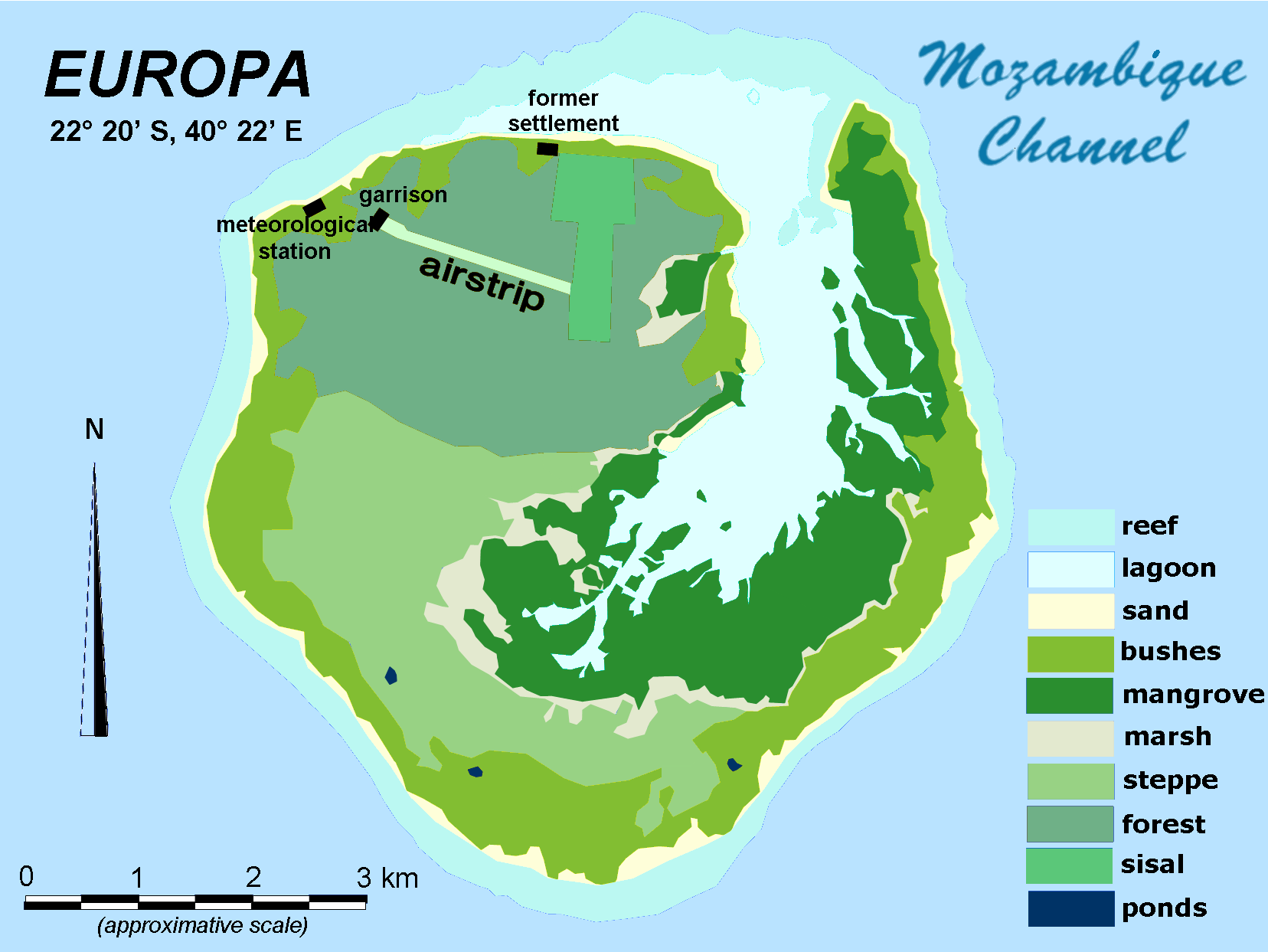
karta över Europaön

Europaön (franska, Île Europa) är ett så kallat franskt Territoire d'outre mér sedan 1897 och förvaltas direkt från Frankrike genom prefekten för de Franska sydterritorierna. Den ingår i de så kallade Iles Eparses. Madagaskar gör sedan länge anspråk på området.

## Geografi
Europaön är en obebodd tropisk ö i västra Indiska Oceanen mellan Afrika och Madagaskar i södra Moçambiquekanalen. Den har en area av 28,0 km² och täcks till största delen av mangroveskog och låg vegetation. Ön saknar ankarplats så fartyg måste lägga till utanför kusten. Den har dock ett litet flygfält.

## Historia
Ön besöktes 1744 av det brittiska fartyget Europa och namngavs efter detta. Den införlivades 28 februari 1897 i kolonin Franska Madagaskar. Efter Madagaskars självständighet 1960 förvaltades Europaön från Réunion och sedan 2005 förvaltas den genom Franska sydterritorierna.